# Лития
Лития (на словенски: Litija) е град в Словения, регион Средна Словения. Административен център на община Лития. Според Националната статистическа служба на Република Словения през 2015 г. градът има 6467 жители.